# PDGリアルティ
PDGリアルティは、ブラジルの不動産開発業者。この方面ではシレラ・ブラジル・リアルティに次ぎ、同国で2番目に大きい事業者である。本社をリオデジャネイロに置き、リオデジャネイロ州を中心に11州56都市において、また、隣国アルゼンチンにおいて、住宅開発に焦点をおいた企業活動を展開している。
2007年に、株式をBM&F Bovespaの新興市場であるノヴォ・メルカドに公開している。
PDGリアルティの戦略は子会社あるいは直接、自らの手でさまざまなプロジェクトに投資をすることによって得られる成長に置いている。PDGリアルティの不動産のターゲットとして捕らえられている所得層はさまざまであり、また、不動産事業のコンサルティングビジネスにも参画している。